# Vattenkraftens miljöpåverkan
Vattenkraftens miljöpåverkan är komplex. Genom förändringar i landskapet, när kraftverk, dammar och regleringsmagasin byggs påverkas natur och estetiska värden. Vattenflöden och nivåer i området kring ett kraftverk kan förändras. Områden som ligger uppströms dammar och kraftverk kan riskera att översvämmas. Nedströms kraftverket blir vattenföringen lägre och flodfåran blir ibland helt torrlagd. Påverkan yttrar sig på olika sätt, dels direkt på de berörda ekosystemen, dels som samhällseffekter för de närboende i form av försämrade utkomstmöjligheter i fiske och även som markförstöring. Härtill kommer risken för översvämningar vid dammbyggnationen.
Vattenkraftverken i Sverige prövades tidigare av vattendomstolar. När den nya miljöbalken trädde i kraft 1999, så ersattes vattendomstolarna av miljödomstolar. Då skärptes även kraven på 1991 års miljökonsekvensbeskrivningar, som skall upprättas innan någon gör ett ingrepp i vattendrag.
Kraftverksdammar medför vandringshinder för de fiskarter (vanligast lekvandring). Detta gäller till exempel  gädda, vimma, id, ål, lax, havsöring, färna, nejonögon, sik, harr, öring, röding och elritsa. Dammar stoppar fiskarna från att nå sina reproduktionsområden eller uppväxtområden, vilket gör att bestånden minskar eller utrotas. Dammarna förändrar även vattendragens naturliga flödesvariationer. Vattendragen svämmar till exempel inte över, vilket är en viktig process för att föra ut näring från vattendragen till de omgivande markerna. Vattenregleringen av dammarna leder genom den onaturliga nivåskillnaden mellan hög- och lågvatten till ett kraftigt stört ekosystem.
Andra former av vattenkraft som vågkraft och tidvattenkraftverk har sin påverkan i marina miljöer.

## Miljökonsekvenser

### Växthusgaser
Dämningen av vattendrag medför att marker svämmas över och förstör de livsmiljöer som fanns innan dammen anlades. Det gäller både vattenekosystem och landekosystem. Vattenytan i dammen är större än vad ytan av floden skulle ha varit, vilket gör att avdunstningen ökar. Alltså ökar utsläppen av växthusgasen vattenånga, när ett vattendrag däms upp.
När landytor översvämmas kommer skog och annat växtmaterial brytas ner. Kolet som fanns bundet i växterna kommer att frigöras som koldioxid till atmosfären. Vid syrgasbrist finns även risk att nedbrytningen skapar metan, vilket är en kraftig växthusgas. Hur stora utsläppen av växthusgaser blir beror bland annat på marken, klimatet och vegetationen. I tropiska klimatet, med högre vattentemperatur, blir utsläppen högre än i områden med kallare klimat. Områden med mycket vegetation innehåller mycket kol och därmed blir utsläppen från dessa områden höga. Detta har blivit ett problem när floder i Amazonas översvämmas. I Sverige där vattendammarna oftast ligger fjällområden med kallt klimat och förhållandevis lite organiska material blir koldioxidutsläppen låga (ca 1g per kWh).

### Vandringshinder
Dammvallen bildar en mur tvärs över vattendraget. Muren hindrar vandrande fiskar som asp, lax, öring, flodnejonöga, vimma och ål från att nå sina reproduktions- eller uppväxtområden. Dessa vandringshinder kan skada fiskpopulationerna allvarligt. Beräkningar har gjorts, som visar att dammar är huvudorsaken till minskningar av populationerna hos 50% av de hotade fiskarterna i Europa.. Ofta minskar populationen eller så utrotas den helt. Organismer som blev fast på uppströmssidan av dammen kan ha ett för litet habitat för att populationen ska vara långsiktigt stabil. Har de väl försvunnit från området uppströms dammen, kan nya individer inte återkolonisera från nedströms liggande partier.
Anläggandet av fisktrappor kan hjälpa fisk att passera dammen. Studier har dock visat att dödligheten för fiskar som ska vandra ut är hög. Ska de passera många kraftverk kan dödligheten vara så hög som 85%.

### Habitatförändring
I det stillastående vattnet finns risk för syrgasbrist, vilket kan skada vattenlevande organismer.
Nedströms dammen orsakar regleringen på årsbasis ett onaturligt flöde. I Sverige behövs mest elkraft under vintern. Därför tappar man mest vatten under vintern. Vattenmagasinen samlar sedan på sig vatten under sommaren och hösten, vilket resulterar i låga flöden under denna period. Ett naturligt vattendrag har de högsta flödena under snösmältningen om våren och under hösten. Arter som är anpassade till detta får problem, om deras lekområden är torrlagda eller har låga flöden.
Snabb reglering av flödet genom kraftverket på kort tid, så kallad korttidsreglering, orsakar kraftiga svängningar i vattenflöde och vattenstånd. Förändringarna i flödet gör att fåror ibland torrläggs eller översvämmas. Fisk stängs in när flödet stängs av eller så torrläggs rommen, varvid reproduktionen spolieras.
Reglering gör att en stor del av det strömmande vattnet försvinner eller förflyttas under jord i en tunnel. Det högre djurlivet påverkas såsom älg, utter, bäver och en rad fågelarter som är knutna till det strömmande vattnet. Transportprocesserna fungerar inte och många arter får svårt att sprida och förflytta sig vilket leder till en minskad produktion. Arterna blir färre inom de flesta organismgrupper och miljön blir fattig.

### Vattentemperatur
För vattentemperaturen nedströms i ett reglerat vatten är konstruktionen av damm och kraftverk av betydelse, till exempel från vilken nivå som tappningen sker. Om dammen har ett bottenutskov, kommer vattnet på sommaren vara kallare än vanligt och under vintern varmare än normalt. Där vattnet är turbulent ökar inblandningen av luft i vattnet som förstärker effekten av en försänkt eller förhöjd vattentemperatur. Förändringen i vattentemperatur som uppstår av regleringen påverkar organismer både i och nedströms dammen.

### Vattenkvalité
Många dammar regleras under året. Detta innebär att vattennivån i dammen varierar, i vissa fall med ett 20-tal meter. Regleringen orsakar påverkan på stränderna. Näringsrikt finsediment transporteras bort från stranden ut till djupare delar. Då stranden är den produktiva delen av sjöar och dammar, leder detta till att vattenmagasinen blir näringsfattigare med dvärgbestånd av röding och öring som följd. Näringen som transporteras bort ifrån stranden sedimenteras på botten av dammen vilket leder till näringsbrist nedströms i vattendraget. Sedan de svenska älvarna byggde ut vattenkraften har det observerats lägre halter av bland kisel och kalcium i Östersjön.
Ett vattendrags känslighet för olika föroreningar beror på regleringen i form av vattenföring. Med en reducerad vattenföring följer att den totala vattenvolymen minskar i vattendraget som då får ökad känslighet för olika föroreningar. Det kan handla om föroreningar från exempelvis industri, försurande ämnen från jordbruk eller avlopp. Konsekvenserna av ett minskat vattenflöde till vattendrag är i stort sett desamma som om utsläppen istället hade ökat.
Minskad vattenföring kan leda till ökad risk för försurning om huvudvattendraget avtar i volym samtidigt som flödet av vatten från sura biflöden ökar. Detta är främst ett problem som förknippas med snösmältningen under våren. En ökad vattenföring ger omvänt att föroreningar späds ut vilket minskar problematiken kring vattenkvalitén. I Sverige har denna effekt inte varit märkbar då överledning av vatten i huvudsak skett i områden utan större utsläpp av föroreningar.
Studier har visat att nylagda vattenreservoarer är ett av de främsta akvatiska ekosystem där produktion och bioackumulering av metylkvicksilver sker. Även att halten av metylkvicksilver generellt är högre i kraftverkets vattenreservoarer än i sjöar. Metyleringen styrs av ett flertal faktorer och däribland tillgången på organiskt material, där bindningen av kvicksilver sker, som förklarar de högsta halterna av MeHg i bottensedimentets översta skikt som sedan diffunderar till vattnet.

## Sociala konsekvenser

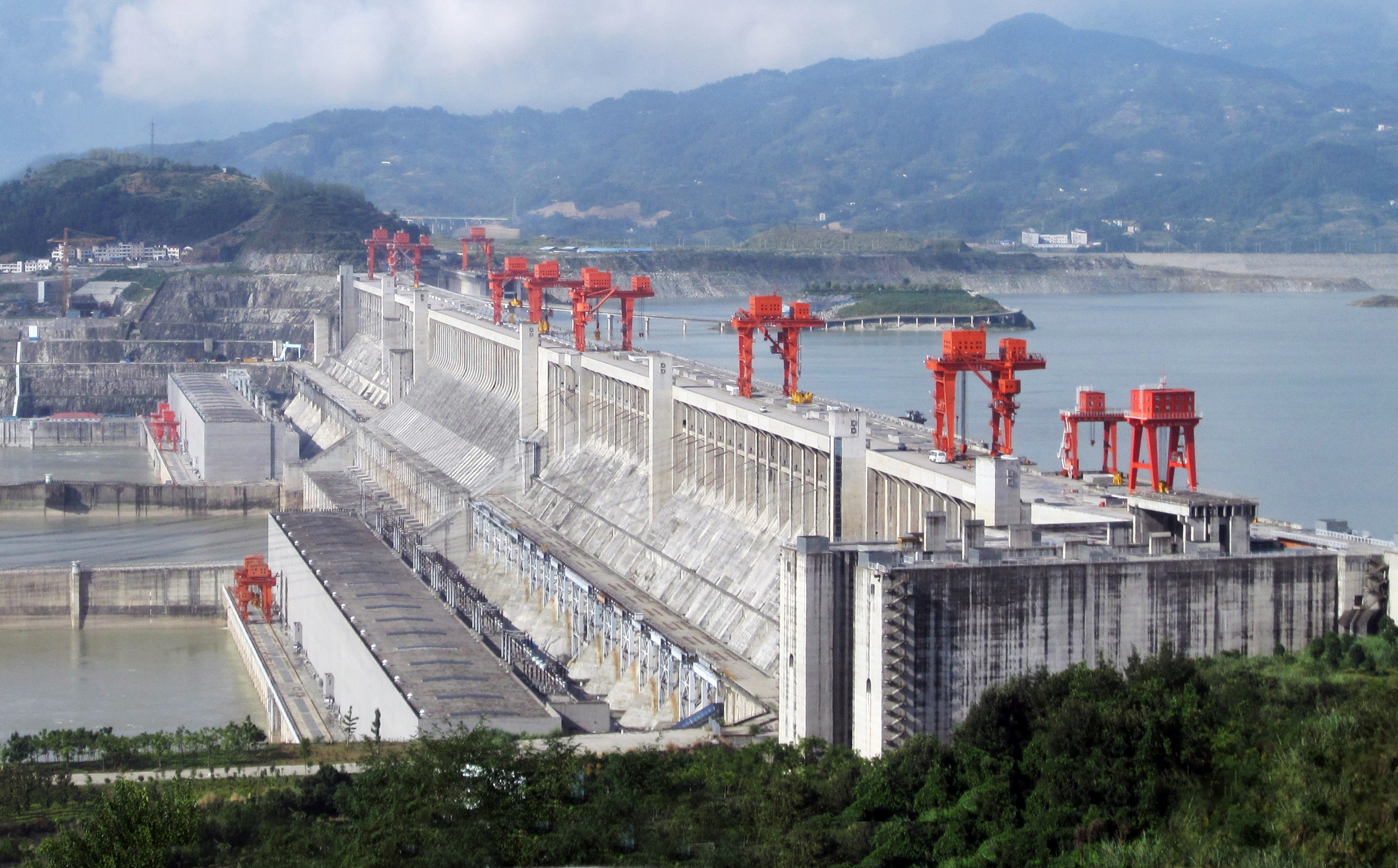
De tre ravinernas damm i Kina, 2009.

### Geografisk påverkan
En jättedamms effekter på samhället kan vara betydande. Exempelvis har De tre ravinernas damm vid Yangtze i Kina att skapat en reservoar som är nästan 600 km lång. Byggandet av dammen tvingade över en miljon människor att flytta, och reservoaren har dränkt många arkeologiska lämningar.  Det uppskattas att 40-80 miljoner människor världen över har tvingats lämna sina hem på grund av dammbyggen.
Itaipu-dammen och Yacyretá-dammen  mellan Paraguay och  Brasilien respektive Argentina har också skapat omfattande miljöskador i form förstörelse av naturliga habitat för vilda djur och fisk. Den höjda vattennivån har också genom översvämningar skadat delar av den paraguayska staden Encarnación. En politisk knäckfråga uppstod kring den del av inkomsterna som Paraguay erhåller från de huvudsakliga energianvändarna Brasilien och Argentina.

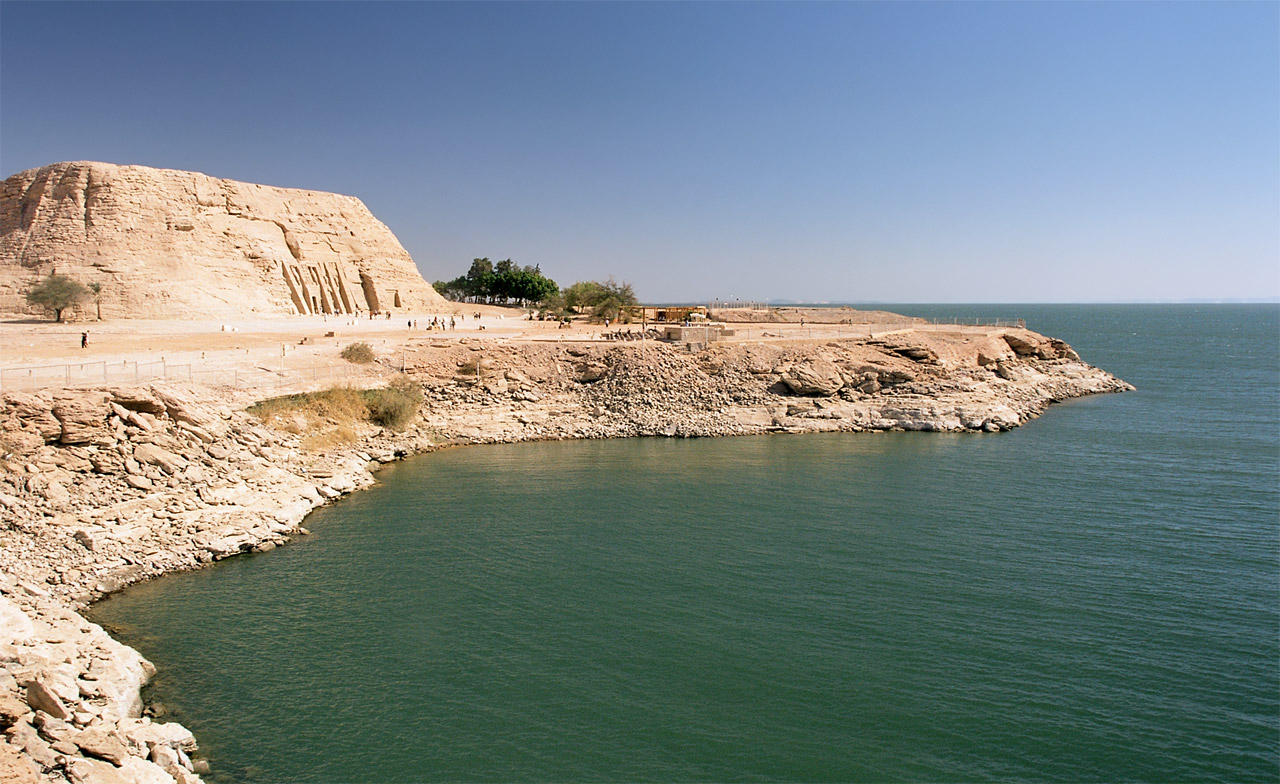
Templet vid Abu Simbel vid Nassersjöns strand efter flytten.

Bygget av Assuandammen i Egypten skapade Nassersjön, vilket gjorde att en  fornlämning som Abu Simbels klipptempel måste flyttas till en högre nivå. För lokalbefolkningen fick det konsekvensen att 50 000 egyptier och 40 000 sudaneser tvingades flytta. Problem med malaria och bilharzia har ökat efter fördämningens tillkomst.  Den orsakar även erodering av flodbäddarna.
En kollaps eller ett dammbrott kan ha katastrofala konsekvenser på stora områden nedströms dammen, men regelbunden övervakning av deformationer och läckage i och runt dammen kan förhindra de flesta olyckor. Många dammar är konstruerade så att vattennivån kan sänkas betydligt för att kunna utföra underhåll på erosionsskydd, tätskikt eller tätning av berget under dammen.

### Klimatpåverkan
Om det finns mycket vegetation i det område som översvämmas av dammen, och denna vegetation inte röjs, kan dock utsläppen bli större än från ett oljeeldat kraftverk med samma effekt. Detta beror på att vegetationen dör och förmultnar och då börjar avge det kol som finns bundet i växten som växthusgasen koldioxid. Om nedbrytningen är anaerob, så bildas metan som är en annan värre klimatpåverkande växthusgas. Dessa förlopp är beroende av faktorer som vattentemperatur, mängden vegetation och storleken på vattenmagasinet.
I så kallade strömkraftverk finns inget nämnvärt vattenmagasin och därför finns inget problem med nedbrytning av vegetation under vattnet.

### Effektbalansering
Eftersom vattenkraften är den kraftkälla som är enklast att reglera innebär det att den tillåter andra och intermittenta kraftkällor, exempelvis solkraft och vindkraft i elsystemet, utan att systemet blir instabilt, för effektbalansering och elproduktion med aktuell jämn nivå. Utan vattenkraft måste man annars antingen strypa effekten från intermittenta källor, och därmed minska dess elproduktion, eller använda metoder som är både dyrare och mindre effektiva. 
Dygnsvariationerna i elförbrukningen pareras med varierad elproduktion genom reglerad vattenkraft, s.k. korttidsreglering för till det varierande aktuella behovet anpassad elproduktion och effektbalansering. 